# دارنيل ويلسون
دارنيل ويلسون (بالإنجليزية: Darnell Wilson)‏ مواليد 22 سبتمبر 1974، هو ملاكم أمريكي يصنف ضمن فئة الوزن الثقيل بدأ مسيرته الاحترافية سنة 2000.

## إحصائيات
خاض خلال مسيرته 49 نزالا، فاز في 25 وتعادل في 3 وخسر في 21. فاز بالضربة القاضية في 21 نزالا.

## روابط خارجية
- دارنيل ويلسون على موقع بوكس ريك (الإنجليزية) (registration required)